# Morton Kaplan
Morton Kaplan (9. května 1921 – 26. září 2017) byl americký politolog, emeritní profesor Chicagské univerzity. Byl vydavatelem časopisu  World&I (publikovaný The Washington Times Corporation), od jeho založení v roce 1986 do roku 2004.

## Osobní život
Studoval na Temple University a Stanfordově univerzitě, postgraduální studium ukončil v roce 1951 na Columbia University (Ph.D.). Publikoval na poli mezinárodních vztahů.

## Vědecká práce
V rámci mezinárodních vztahů se zúčastnil tzv. druhé debaty na straně behavioralistů, v roce 1966 zavedl úroveň systémové analýzy. Na jejím základě pak rozdělil druhy mezinárodních systémů, které se liší podle charakteru a chování států. To lze na základě teorií predikovat. Dojde-li ovšem k neočekávanému jednání, pak je nutné tento stav analyzovat a vysvětlit. Pokud se taková neočekávaná jednání opakují, pak se musí v tomto duchu zohlednit a zpřesnit teorie.

### Druhy mezinárodních systémů podle Kaplana
1. oligopolární model (systém rovnováhy moci)
2. volný bipolární systém
3. pevný bipolární systém
4. univerzální mezinárodní systém
5. hierarchický (monopolární) mezinárodní systém
6. mezinárodní systém absolutního veta

## Výběr z díla
- Science, Language and the Human Condition
- Law in a Democratic Society
- System and Process in International Politics (1957), klíčová práce ve studiu mezinárodních vztahů
- The Many Faces of Communism.[4]